# Висоцький Олег Миколайович
Олег Миколайович Висоцький (нар.8 червня 1961, Львів) — Голова Правління громадської спілки "Ліга оборонних підприємств України", Віце-президент Спілки підприємців малих, середніх і приватизованих підприємств України, екс-голова Держспоживстандарту України.

## Родина
- Дружина
- дочка Юлія (1983)

## Освіта
У 1983 році закінчив Київський національний університет імені Тараса Шевченка, кафедра експериментальної ядерної фізики.

## Діяльність
- 1983–1992 — Інститут ядерних досліджень АН України;
- 1992 — захистив кандидатську дисертацію, кандидат фізико-математичних наук;
- 1992–1993 — Інститут світової економіки і міжнародних відносин;
- 1993–2006 — Генеральний директор  ПрАТ «НВО «Практика»[2];
- 2006 — Голова  Держспоживстандарту України; На пост глави Держспоживстандарту України був запрошений особисто Юрієм Єхануровим. Однак, залишив пост відразу ж після приходу на пост прем'єр-міністра Віктора Януковича.[3]
- З 2006 — голова ради директорів ПрАТ «НВО «Практика»;
- З 2008 — Віце-президент Спілки підприємців малих, середніх і приватизованих підприємств України.
- З 2017 — Голова Правління громадської спілки "Ліга оборонних підприємств України"